# Rawmarsh
Rawmarsh är en ort i distriktet Rotherham i Storbritannien. Den ligger i grevskapet South Yorkshire och riksdelen England, i den sydöstra delen av landet, 230 km norr om huvudstaden London. Rawmarsh ligger 81 meter över havet och antalet invånare är 18 616. Byn nämndes i Domedagsboken (Domesday Book) år 1086, och kallades då Rodemesc.
Terrängen runt Rawmarsh är platt. Runt Rawmarsh är det tätbefolkat, med 659 invånare per kvadratkilometer. Närmaste större samhälle är Sheffield, 11,8 km sydväst om Rawmarsh. Trakten runt Rawmarsh består till största delen av jordbruksmark.